# 技術戦略
技術戦略（ぎじゅつせんりゃく、英: Technology Strategy）とは、企業や組織における技術に関する長期的な方針・計画・戦略のことである。

## 定義
技術戦略という語は、主に以下の二通りの意味がある。日本では一般に一つ目の「技術開発、技術の利用などに関する戦略」を指すことが多いが、厳密な定義や合意が存在する言葉ではない。

### 技術開発、技術の利用などに関する戦略
技術の研究開発や技術の商業化、技術提携などに関する技術全般に関する戦略を、技術戦略と言う。技術経営、技術経営戦略などの言葉も用いられる。

### Technology Strategyの訳語としての技術戦略
Technology Strategy（直訳で技術戦略）は、経営戦略の一部として情報技術をいかに利用するかに関する戦略のことである。日本ではIT戦略と言われることが多い。